# Шабарденки
Шабарде́нки (рос. Шабарденки) — присілок у складі Орічівського району Кіровської області, Росія. Входить до складу Адишевського сільського поселення.
Населення становить 53 особи (2010, 79 у 2002).
Національний склад станом на 2002 рік — росіяни 100 %.